# Vilma Rimšaitė
Vilma Rimšaitė (nascida em 24 de fevereiro de 1983) é uma ciclista de BMX lituana que competiu no ciclismo nos Jogos Olímpicos de Verão de 2012, representando a Lituânia.